# Château de Bonneville (Haute-Savoie)
Pour les articles homonymes, voir Château de Bonneville.
Le château de Bonneville, dit aussi des Sires de Faucigny ou de Beatrix de Faucigny, est un ancien château fort, du XIIIe siècle, restauré au XVIe siècle, dont les vestiges se dressent sur la commune de Bonneville dans le département de la Haute-Savoie, en région Auvergne-Rhône-Alpes. Au XIIIe siècle il est le siège d'une châtellenie.
Les ruines de l'ancien château comtal font l’objet d’une inscription au titre des monuments historiques par arrêté du 3 novembre 1987.

## Situation
Le château de Bonneville est situé dans le département français de la Haute-Savoie sur la commune de Bonneville, sur une butte rocheuse, qui domine légèrement la ville au nord de la place du Parquet, à 450 mètres d'altitude. Situé en rive droite de l'Arve, il contrôle la confluence avec le Borne.

## Toponyme
Le château est installé dans le Bourg du château, Burgum Castri, et porte le nom de Castrum Arvense,. Le bourg reçoit de Béatrice de Faucigny, le nom de Bona villa, « la Bonne ville », l'actuelle Bonneville. Le premier document mentionnant le toponyme date de 1289.
Le site communal donne pour nom au château les formes contemporaines de Sires de Faucigny ou encore de Beatrix de Faucigny, en hommage à Béatrix/Béatrice, dame de Faucigny, bien que la tablette présentant les travaux de restauration utilise la forme « Château des Sires du Faucigny », que l'on retrouve également associé à l'aménagement de l'écoquartier voisin. Cette première forme est celle aussi utilisée par certaines institutions locales comme sur le site de la communauté de communes Faucigny-Glières ou encore de la structure touristique supradépartementale Savoie Mont Blanc.

## Historique
Sur la colline de Pressy, derrière le lycée, les seigneurs d'Anières dressent, au XIe siècle, une tour romane, depuis disparue, qui a pour charge de garder le passage de l'Arve. Il s'agit de l'emplacement de l'ancien château de Toisinge(s) ou Tucinge(s).
En 1262,, un peu plus à l'ouest, le futur comte Pierre de Savoie,,, marié à Agnès de Faucigny, érige un fortin en bois sur une butte, le « chaffal »,. Le village porte à l'origine le nom de Toisinge(s)/Tucinge(s), d'où la mention dans de nombreux documents avant 1283,.
Ce dernier est remplacé vers 1290, par le château actuel que l'on doit à sa fille Béatrice de Faucigny, dite la Grande Dauphine. La ville est mentionnée pour la première fois sous son nouveau nom dans un acte du 11 mars 1289 où le dauphin conclut un accord avec le seigneur de Beaufort.
Veuve, du dauphin Guigues VII de Viennois, Béatrice de Faucigny qui gouvernera le Dauphiné et le Faucigny dont les possessions sont une enclave dauphinoise entre le comté de Genève et les États de Savoie, remet au château, le 2 janvier 1304 le Faucigny en héritage à son petit-fils Hugues de la Tour du Pin, fils d'Humbert de La Tour du Pin. Lors du traité de paix entre le comte de Savoie et la Grande Dauphine Béatrice d'août 1308, les châteaux de Faucigny, de Bonne, de Monthoux, de Bonneville, du Châtelet-de-Credo, d'Alinge-le-Vieux et de Lullin, avec leurs mandements et juridictions. C'est toujours au château qu'en 1309 est signé le contrat de mariage d'Hugues de la Tour du Pin avec Marie de Savoie, fille du comte Amédée V.
En 1355, au retour du Faucigny dans le giron savoyard à la suite du traité de Paris, Amédée VI en fait le centre d'une châtellenie et il devient le siège administratif et judiciaire de la région. Le juge-mage y réside et c'est en son sein que le conseil de la cité tient ses assises. Cette même année, il séjourne au château et le donne à son épouse, Bonne de Bourbon. Le château est ravagé par un incendie en 1392 ou 1393 et sera restauré en 1583.
En 1589 le château résiste victorieusement lors de la guerre qui oppose le duc de Savoie Charles-Emmanuel d'une part à Genève et au roi de France d'autre part.
Aux XVIe et XVIIe siècles, le Faucigny est apanagé aux Genevois-Nemours. Résidents à Annecy, ils se font représenter à Bonneville par un châtelain, qui réside au château. On y établit alors des prisons ; cela deviendra son usage exclusif au XVIIIe siècle avec la maison de Savoie, et on démolira alors les logis d'habitation. Il gardera cette fonction de prison jusqu'en 1934. Le château est par la suite acheté par la commune de Bonneville.

## Description
Le château de Bonneville de plan régulier est le type même du château dit « carré savoyard ». Il se présente sous la forme d'une enceinte, à l'origine fossoyée, quadrangulaire large de 18 mètres et longue de 85 mètres, flanquée de tours rondes à poivrières dans chaque angle. Il n'en subsiste que deux sur la face orientale. Dressées à l'est, la « Tour Noire », et « Tour Blanche », respectivement 21 mètres et 15 mètres de hauteur, ont été érigées par Béatrice de Faucigny, fille de Pierre II de Savoie. Elles sont séparées par une courtine de 18 mètres, derrière laquelle se trouve la cour seigneuriale. Ce sont les parties les plus anciennes du château, qui nous soient parvenues. On accédait au château par une porte fortifiée encadrée de deux tours et précédée par un pont-levis.
La partie ouest, de par l'aménagement des prisons, a totalement été défigurée, à l'exception d'une jolie fenêtre murée, située dans la courtine sud. Le point culminant du rocher situé à l'angle nord-ouest est occupé par un donjon cylindrique de 9,75 mètres de diamètre et haut de 14,50 mètres. Cette tour maitresse circulaire isolée fut vraisemblablement érigée dans la seconde moitié du XIIIe siècle.
À l'intérieur se dresse la chapelle gothique dédiée à sainte Catherine.
Deux campagnes de fouilles sont réalisées par l'unité Archéologie et Patrimoine bâti du conseil départemental de la Haute-Savoie, en 2019.
Les deux tours, la courtine et la cour carrée se visitent en période estivale.

## Châtellenie de Bonneville

### Organisation
Le château de Toisinges (Bonneville) est le centre d'une châtellenie, dit aussi mandement, du Faucigny, mise en place à partir du XIIIe siècle, (peut-être à la fin du siècle précédent). Le Faucigny serait organisée autour de neuf châtellenies à la fin du XIIe siècle dont Toisinges (Bonneville) occupait le 2e rang dans l'ordre de préséance, selon l'ancien inventaire des titres du Faucigny (1431), cité notamment par le chanoine Jean-Louis Grillet,.
Durant la période delphinale, le Faucigny serait organisé (à partir de 1342-1343) autour de quinze châtellenies, dont Bonneville.
| Commune       | Nom                      | Type         |
| ------------- | ------------------------ | ------------ |
| Ayse          | Château des Tours        | château      |
| Ayse          | Maison forte de la Motte | maison forte |
| Bonneville    | Château de Bonneville    | château      |
| Bonneville    | Château de Pressy        | château      |
| Bonneville    | Château des Roches       | château      |
| Bonneville    | Le Château               | château      |
| Bonneville    | Château de Cormand       | maison forte |
| Brizon        | Maison forte de Villy    | maison forte |
| Marignier     | Châtelard                | châtelet     |
| Mont-Saxonnex | Château Blanc            | autre        |
| Mont-Saxonnex | Le Châtelet              | châtelet     |
| Mont-Saxonnex | Les Tours                | autre        |
| Vougy         | La Tour de l'Île         | autre        |

Au cours de la première partie du XIVe siècle, la baronnie du Faucigny est à nouveau réorganisée autour de 17 châtellenies.

### Châtelains
Dans la baronnie de Faucigny, puis dans le comté de Savoie, le châtelain est un « [officier], nommé pour une durée définie, révocable et amovible »,. Il est chargé de la gestion de la châtellenie ou mandement, il perçoit les revenus fiscaux du domaine, et il s'occupe de l'entretien du château. Le châtelain est parfois aidé par un receveur des comptes, qui rédige « au net [...] le rapport annuellement rendu par le châtelain ou son lieutenant ».
L'érudit local, Bernard Ducretet, dans une présentation lors du XXXIIe congrès des sociétés savantes de Savoie qui s'est déroulé à Moûtiers, en 1988, à propos de la châtellenie de Beaufort, précise les rôles de cette charge, à l'aune de la thèse de droit d'Étienne Dullin, Les châtelains dans les domaines de la Maison de Savoie en deçà des Alpes (1911), en indiquant que « [ceux-ci], jusqu'à la seconde moitié du XVIe siècle, furent les intermédiaires obligés entre les Communiers de leur Châtellenie et la Curia du Prince, où ils étaient couramment présents soit pour rendre compte de leur gestion administrative, soit pour exposer les vœux et doléances de la population ».